# This Is Gonna Hurt
This Is Gonna Hurt es el segundo álbum de estudio de la banda Sixx:A.M., el proyecto paralelo del bajista de Mötley Crüe Nikki Sixx, lanzado el 3 de mayo de 2011. La banda también cuenta con el vocalista James Michael y el exguitarrista de Guns N' Roses DJ Ashba. Este es su segundo lanzamiento después de The Heroin Diaries Soundtrack en 2007. Como el primer álbum que sirve de soundtrack acompañando al primer libro de Sixx The Heroin Diaries: A Year in the Life of a Shattered Rock Star, este álbum sirve de acompañante para el segundo libro de Sixx del mismo nombre, lanzado en abril de 2011.

## Lanzamiento
Eddie Trunk anunció en su blog de internet que el primer sencillo del álbum se llamaría «Lies of the Beautiful People» y fue lanzado el 1 de marzo de 2011. El 15 de febrero de 2011, fue anunciado que el vídeo musical para el primer sencillo «Lies of the Beautiful People» sería estrenado en el radio show de Nikki llamado SixxSense el 16 de febrero de 2011, 12:00AM ET/9:00PM CT, aunque el sencillo estuvo a la venta el 1 de marzo. El álbum estaría listo para vender el 10 de mayo de 2011, después de haber cambiado la fecha desde un 22 de marzo de 2011. De acuerdo con Nikki, debido a la demanda de un fan, el lanzamiento del álbum fue cambiado para el 3 de mayo de 2011, una semana antes de la fecha planeada.

## Recepción
This Is Gonna Hurt debutó en la posición número 10 en el Billboard 200, vendiendo 30,000 copias en su primera semana de lanzamiento.
This Is Gonna Hurt debutó también en la posición número 1 en las tablas de Hard Rock (en Billboard.com).
Fue anunciado que en agosto, que la canción que da nombre al álbum sería lanzada como el siguiente sencillo, debido a que la canción ganó en un poll en línea donde los fanes elegían el que sería siguiente sencillo. El video musical para la canción fue lanzado el mismo mes.
El 7 de noviembre, la banda anunció que «Skin» sería el tercer sencillo del álbum. El video se rodará en algún momento de este mes, y contará con los fanes que han sido afectados por la canción.

## Lista de canciones
Todas las letras escritas por James Michael, DJ Ashba y Nikki Sixx.

Todas las letras escritas por James Michael, DJ Ashba and Nikki Sixx.
| N.º | Título                          | Música                                        | Duración |  |
| 1.  | «This Is Gonna Hurt»            | Sixx, Michael, Ashba                          | 3:56     |  |
| 2.  | «Lies of the Beautiful People»  | Sixx, Michael, Ashba, "John 5" William Lowrey | 3:58     |  |
| 3.  | «Are You With Me»               | Sixx, Michael, Ashba                          | 4:02     |  |
| 4.  | «Live Forever»                  | Sixx, Michael, Ashba                          | 4:55     |  |
| 5.  | «Sure Feels Right»              | Sixx, Michael, Ashba                          | 4:09     |  |
| 6.  | «Deadlihood»                    | Sixx, Michael, Blair Daly                     | 3:15     |  |
| 7.  | «Smile»                         | Sixx, Michael                                 | 5:22     |  |
| 8.  | «Help Is on the Way»            | Sixx, Michael, Ashba                          | 4:18     |  |
| 9.  | «Oh My God»                     | Sixx, Michael, Ashba                          | 5:35     |  |
| 10. | «Goodbye My Friends»            | Sixx, Michael, Daly                           | 5:57     |  |
| 11. | «Skin»                          | Michael, Daly                                 | 3:22     |  |
| 12. | «Codependence» (Japanese Bonus) | Sixx, Michael, Ashba                          | 3:37     |  |

## Personal
Los créditos y personal del álbum pueden ser obtenidos de Allmusic.
Sixx:A.M.
- Nikki Sixx – Bajo
- James Michael – Voz, guitarra, teclados, batería, strings
- DJ Ashba – Guitarra

Personal adicional
- Shahnaz – Coros

Producción
- James Michael – producción, ingeniería, mezcla
- Dave Donnelly – masterización
- Kevin Llewellyn – portada
- Nikki Sixx – fotografía
- P. R. Brown – diseño, fotografía